# Ellen Druffel

Koloběh uhlíku v přírodě. Černá čísla udávají v miliardách tun (gigatunách = Gt), kolik uhlíku je uloženo v různých rezervoárech. Fialová čísla udávají, kolik uhlíku se přesunuje danými směry každý rok. Do sedimentů v tomto diagramu není započítáno přibližně 70 Gt uhličitanů a kerogenů.

Ellen Druffel (Ellen Rodriguez Mary Druffel, také uváděna Ellen R.M. Druffel) je americká oceánografka a izotopová geochemička známá svým výzkumem pomocí radiokarbonové metody datování při sledování mořských procesů. Tato chemicko-fyzikální metoda je založena na výpočtu stáří z poklesu počtu atomů radioaktivního izotopu uhlíku 14C v původně živých objektech. Radioaktivní izotop uhlíku má poločas přeměny 5730 roků a měřením jeho zastoupení ve zbytcích mrtvých těl lze proto odhadnout jejich stáří.

Paleoklimatologie zkoumá vývoj teploty na Zemi (graf od 500 miliónů let až po současnost)

Ellen se při svém výzkumu zaměřuje na dvě oblasti - koloběh uhlíku v mořské organické hmotě a paleoklimatické záznamy korálů:
- Koloběh uhlíku je část biogeochemického cyklu, při kterém dochází k výměně uhlíku mezi biosférou, pedosférou, geosférou, hydrosférou a atmosférou Země.
- Paleoklimatologie je vědní disciplína studující klimatické změny a kolísání klimatu Země. Právě korály, které podle odhadů pokrývají asi 284 300 km² mořského dna, jsou velmi vhodné pro její studium.

Ellene je autorkou nebo spoluautorkou více než 180 publikací z oboru oceánografie a geochemie.

## Kariéra
V roce 1975 získala Ellen bakalářský titul v oboru chemie na Loyola Marymount University v Los Angeles v Kalifornii.
V roce 1980 získala doktorát z chemie na katedře chemie na Kalifornské univerzitě v San Diegu, kde byl jejím školitelem americký fyzikální chemik a jaderný fyzik rakouského původu Ph.D. Hans Suess (1909–1993, vnuk rakouského geologa Eduarda Suesse).
Nyní (2020) je Ellen profesorkou na katedře Fred Kavli Endowed Chair v oboru vědy o zemských systémech na Kalifornské univerzitě v Irvine (UCI nebo UC Irvine). Je jednou ze zakládajících členek této katedry.

## Výzkum

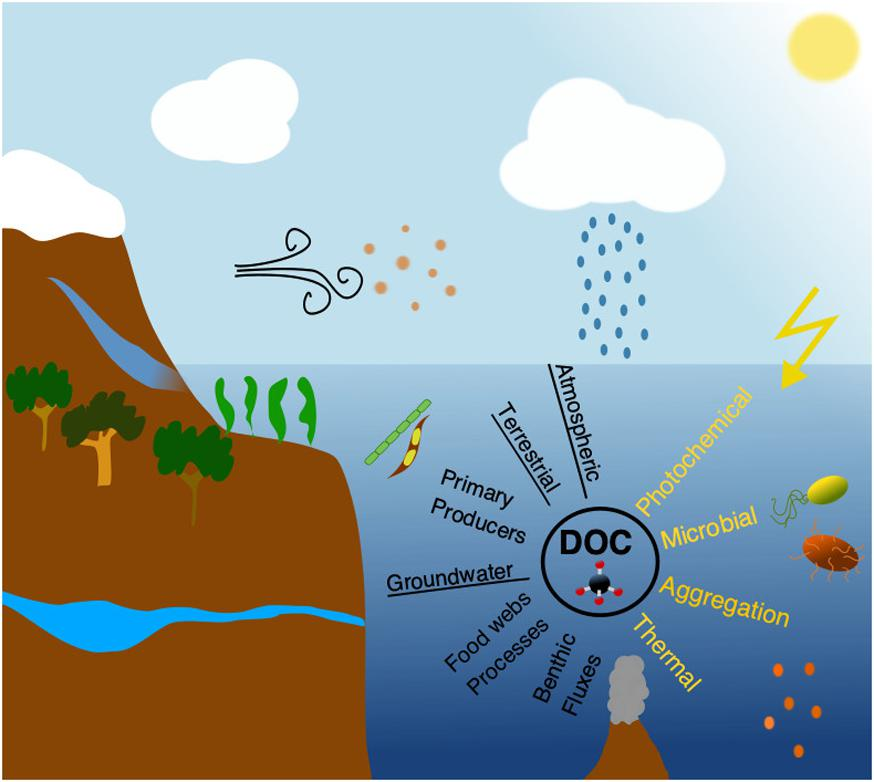
Hlavní zdroje rozpuštěného organického uhlíku v oceánech (Dissolved Organic Carbon - DOC)

Ellen se při svém výzkumu zaměřuje na dvě oblasti – koloběh uhlíku v mořské organické hmotě a paleoklimatické záznamy korálů. V obou oblastech provedla se svými kolegy mnoho výzkumných prací. Zde jen několik příkladů těchto prací.

### Koloběh uhlíku v mořské organické hmotě

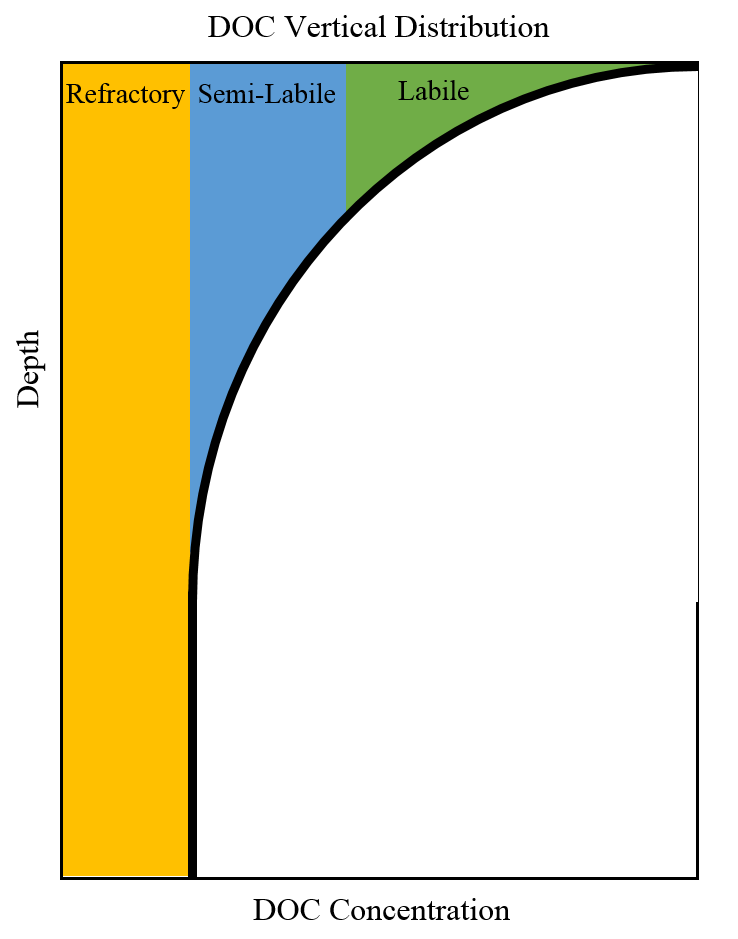
Změny koncentrace rozpuštěného organického uhlíku (Dissolved organic carbon - DOC) se vzrůstající hloubkou oceánu. Refractory - stabilní, Labile - labilní.

- Vliv mořského sedimentu na fázové dělení a izotopický obsah říčního rozpuštěného organického uhlíku
- Omezení izotopů uhlíku při degradaci (chemický rozklad) a sekvestraci (ukládání uhlíku) organické hmoty v okrajových mořských sedimentech ovlivněných řekou
- Koloběh uhlíku v extrémním prostředí sedimentu Severního ledového oceánu
- Rozpuštěný organický radiokarbon ve východním Tichém oceánu a jižních oceánech
- Rozpuštěný organický radiokarbon v západním Indickém oceánu

### Paleoklimatické záznamy korálů
- Paleoklimatologie používá radiokarbonu (14C) jako mocného datovacího nástroje pro určení časové posloupnosti a výpočtu stáří původně živých organismů. Výzkum množství 14C odhalil například míšení oceánů v minulosti.
- Provedený korálový radiokarbon odhalil variabilitu oscilace severního Tichého oceánu.
- Provedený korálový radiokarbon odhalil variabilitu v Jihočínském moři během posledních 500 let.
- Radiokarbonové metody byly použity pro odhalení následků výbuchů testovacích povrchových termonukleárních zbraní na Marshallových ostrovech v roce 1946.

## Ocenění
V roce 1990 obdržela medaili Jamese B. Macelwana od Americké geofyzikální unie. V roce 2001 se stala členkou Americké asociace pro pokrok ve vědě. V roce 2004 jí byla udělena cena Ruth Patrickové od Americké limnologické a oceánografické společnosti. Tato cena se uděluje za vynikající výzkum vědce v oblasti aplikace základních principů vodní vědy k identifikaci, analýze a řešení důležitých problémů životního prostředí. Cena jí byla udělena za její trvalý kritický přínos ke složení a stáří rozpuštěného, částicového a sedimentárního uhlíku a za další pochopení procesů, které řídí osud a distribuci oceánského uhlíku, a důležitou roli, kterou oceány hrají v globálním toku uhlíku. V roce 2009 se stala členkou Oceánografické společnosti V roce 2016 jí byla udělena medaile Rogera Revelleho od Americké geofyzikální unie. V roce 2020 byla zvolena do Národní akademie věd.

## Vybrané publikace
- DRUFFEL, E.; WILLIAMS, P.; BAUER, J.; ERTEL, J. Cycling of Dissolved and Particulate Organic Matter in the Open Ocean. Journal of Geophysical Research: Oceans. 1992, s. 15639–15659. Dostupné online. doi:10.1029/92jc01511. S2CID 54492140. Bibcode 1992JGR....9715639D.
- EDWARDS, R. L.; BECK, J. W.; BURR, G. S.; DONAHUE, D. J.; CHAPPELL, J. M. A.; BLOOM, A. L.; DRUFFEL, E. R. M. A Large Drop in Atmospheric 14C/12C and Reduced Melting in the Younger Dryas, Documented with 230Th Ages of Corals. Science. 14 May 1993, s. 962–968. Dostupné online. doi:10.1126/science.260.5110.962. PMID 17818386. S2CID 30531828. Bibcode 1993Sci...260..962E.
- EGLINTON, T. I.; ALUWIHARE, L. I.; BAUER, J. E. Gas chromatographic isolation of individual compounds from complex matrices for radiocarbon dating. Analytical Chemistry. 1996, s. 904–912. Dostupné online. doi:10.1021/ac9508513. PMID 21619188. S2CID 29957103.
- INGALLS, A. E.; SHAH, S. R.; HANSMAN, R. L.; ALUWIHARE, L. I.; SANTOS, G. M.; DRUFFEL, E. R. M.; PEARSON, A. Quantifying archaeal community autotrophy in the mesopelagic ocean using natural radiocarbon. Proceedings of the National Academy of Sciences. 25 April 2006, s. 6442–6447. doi:10.1073/pnas.0510157103. PMID 16614070.
- WILLIAMS, P.; DRUFFEL, E. Radiocarbon in Dissolved Organic-Matter in the Central North Pacific Ocean. Nature. 1987, s. 246–248. Dostupné online. doi:10.1038/330246a0. S2CID 4329024. Bibcode 1987Natur.330..246W.